# Palmyrapalm
Palmyrapalm (Borassus flabellifer)  är en vanlig solfjäderspalm eller vinpalm, en tämligen högväxt, vacker trädart med solfjäderlikt delade bladskivor. I nyttighet tävlar palmyrapalmen med dadelpalmen och kokospalmen. I Indien, där det förekommer både vilt och odlat, är trädet av stor betydelse.

## Användning
När unga blomkolvar skärs av från exemplar av hankön, erhålls en saft, som kan beredas till palmvin eller "toddy". Av saften kan också genom inkokning ett brunt socker beredas som kallas jaggarasocker. Stenfrukterna är stora som kokosnötter och utgör i Indien ett viktigt livsmedel. Veden används till snickeri- och svarvarbeten, bladen till flätverk och vid Malabarkusten även som skrivmaterial. Bladets fibrer förekommer i handeln under namnet bassine. Också naturgummi och sago utvinns från palmen.
Palmyrapalmen har en utbredd användning i den traditionella asiatiska medicinen. De unga växterna brukas mot sjukdomar i gallblåsan, mot dysenteri och gonorré. Rötterna från unga palmer är vätskedrivande och används som maskmedel. En dekokt av palmens bark blandat med salt brukas som munvatten. Saften från blommorna anses vara ett bra laxermedel och bra mot nedstämdhet.

## Utbredning
Arten förekommer viltväxande från Persiska viken till det sydostasiatiska fastlandet, (Kambodja och Vietnam). Den odlas dessutom i Malaysia, i tropiska delar av Afrika, på Hawaii och i Florida. I några av dessa regioner odlas palmen sedan mer än 2000 år. Palmyrapalmen föredrar områden som har minst en torrperiod under året och är känslig för temperaturer lägre än -4 C°.

## Utseende
Palmyrapalmen blir upp till 30 meter hög. Stammen har vid marken en omkrets på upp till 1,7 meter. Vid toppen bildas 25 till 40 blad som är en till tre meter långa och grågröna i färgen. Blommor av han- och honkön förekommer på olika exemplar. På palmer av honkön utvecklas varje år 6 till 12 klungor med upp till 50 frukter. Frukterna har en diameter av 10 till 20 cm, ett hårt skal och påminner i viss mån om kokosnöt. I frukten bildas 2 eller 3 större frön. Utanför det hårda skalet ligger ett tunt skikt som liknar läder. Den är hos unga frukter brun och hos mogna frukter nästan svart.

## Ekologi
Palmyrapalmen har en långsam utveckling. Den blommar för första gången efter 12 till 15 år och kan bära frukter tills den är 50 år gammal. Olika skadliga svampar är kända som angriper palmens rötter och blad.

## Bilder

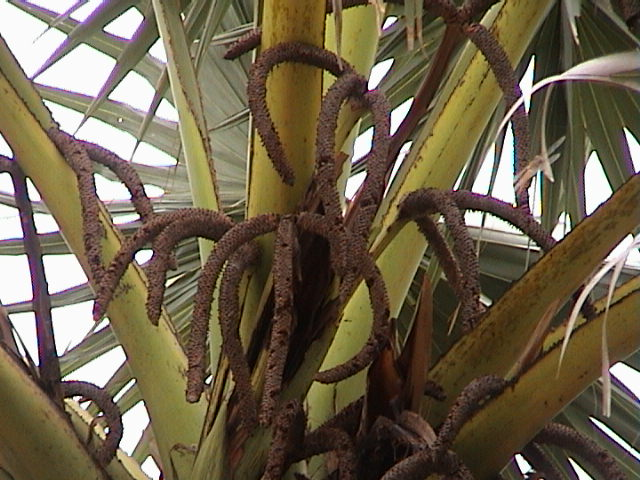
Exemplar av hankön med blommor
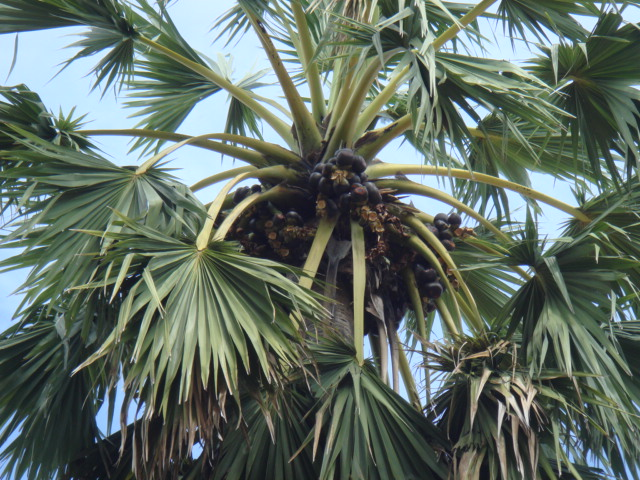
Exemplar av honkön med fruktklungor
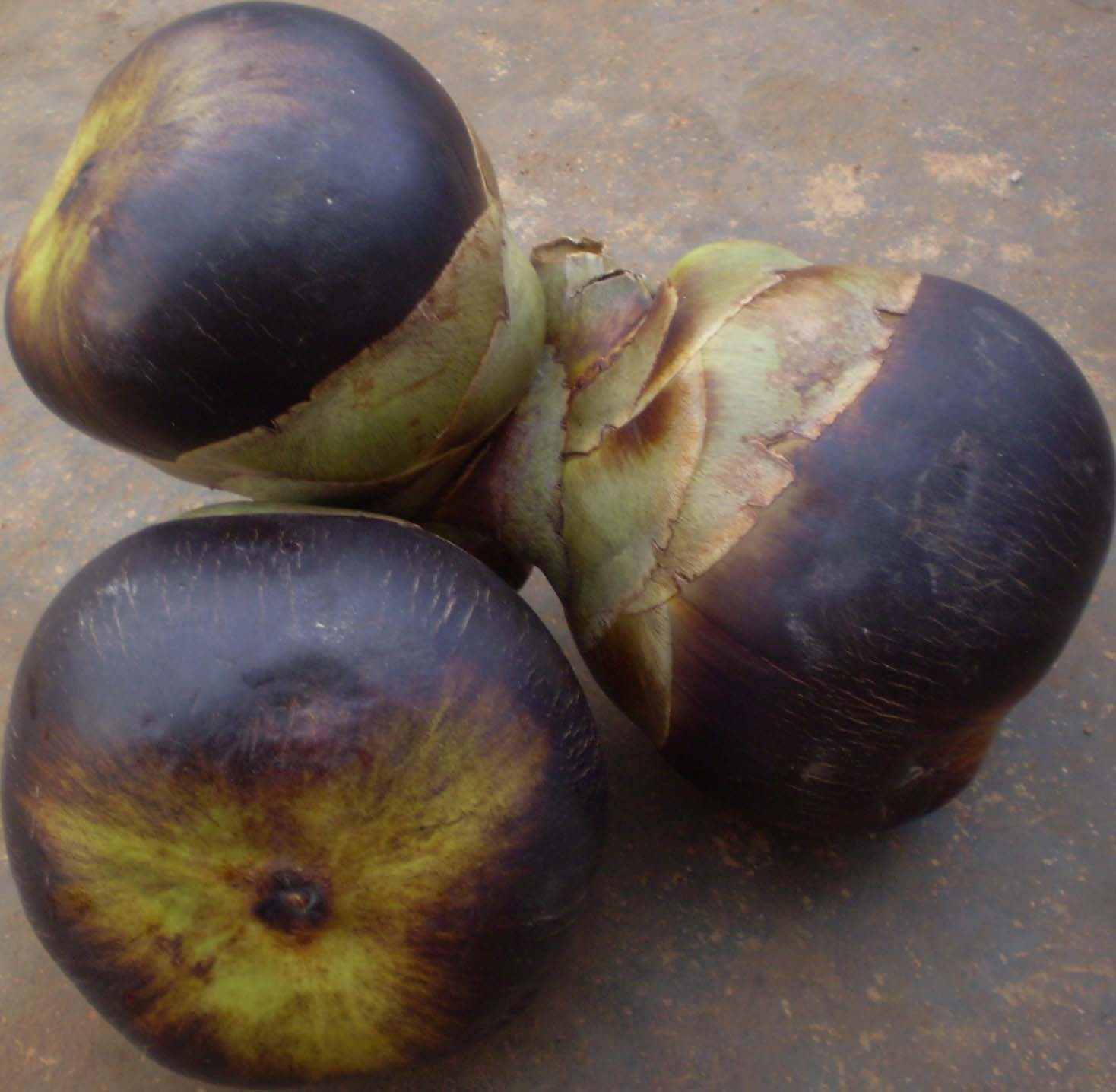
Mogna frukter
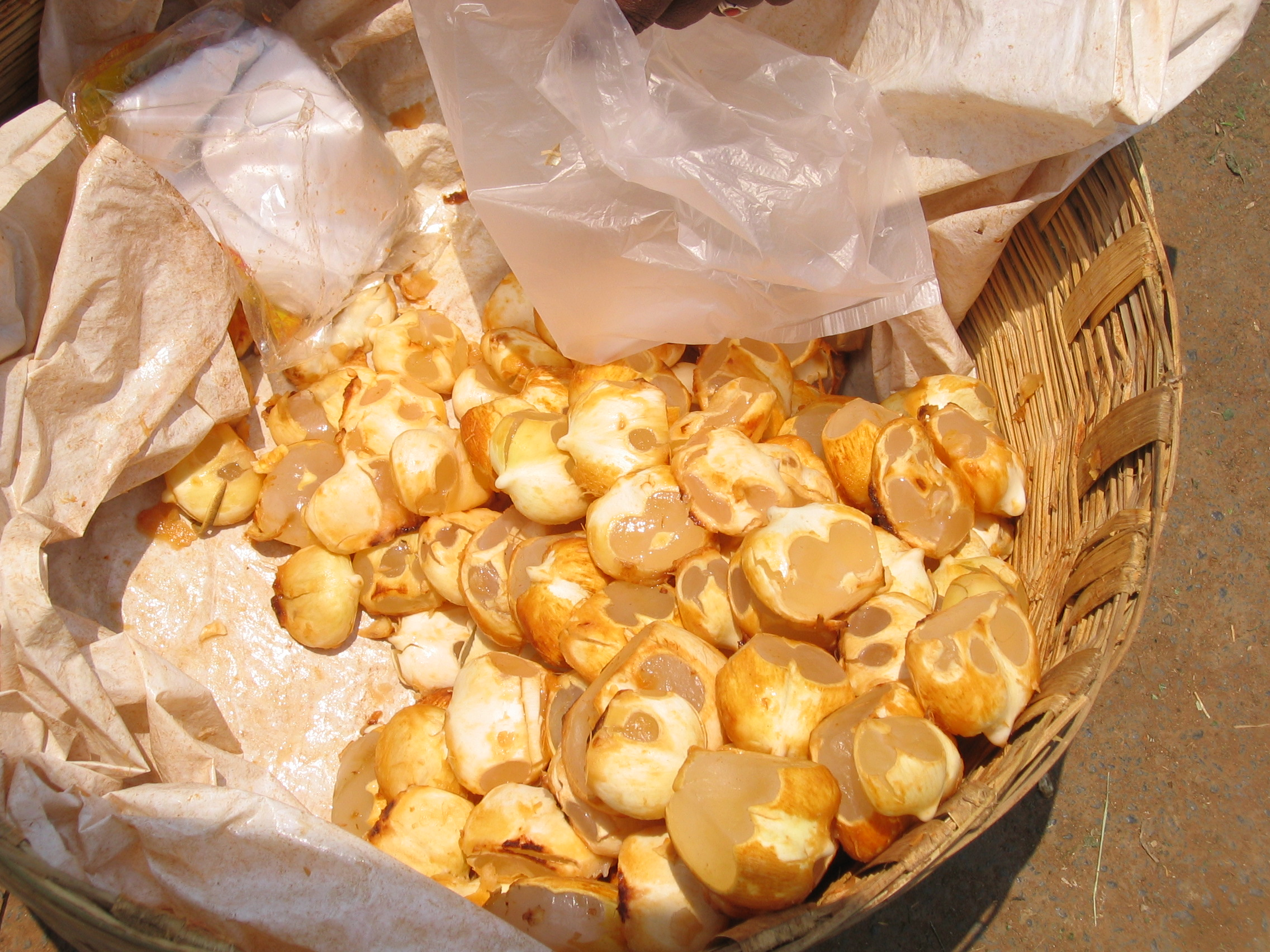
Palmens ätliga frön
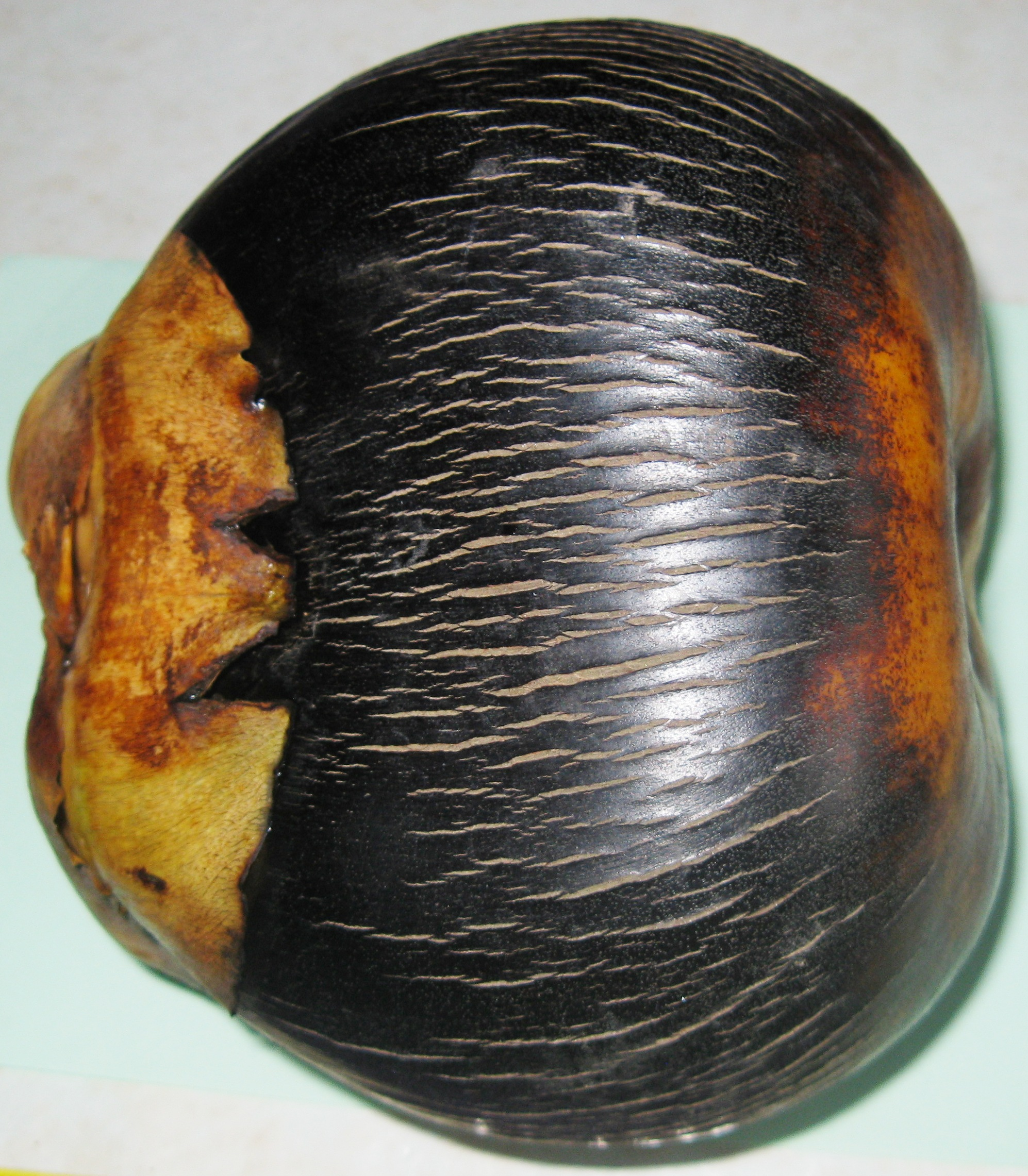
Palmyrapalm frukter